# Marie Hautmann
Marie Hautmann (* 5. Dezember 1888 in Ternitz; † 5. Dezember 1967 in London) war eine österreichische Politikerin (SPÖ).

## Leben
Der Geburtsname von Marie Hautmann war Maria Josefa Ida Cepek. Sie heiratete am 22. Juli 1916 den Zahnarzt Friedrich Hautmann und hatte zwei Kinder, eine Tochter und einen Sohn.

## Politik
Marie Hautmann war vom 22. Mai 1919 bis zum 17. Februar 1934 Stadt- und Gemeinderätin von Wiener Neustadt. Vom 22. Dezember 1930 bis zum 17. Februar 1934 war sie Abgeordnete zum Nationalrat.